# Borago trabutii
Borago trabutii är en strävbladig växtart som beskrevs av René Charles Maire. Borago trabutii ingår i släktet gurkörter, och familjen strävbladiga växter. Inga underarter finns listade i Catalogue of Life.